# 30 cm Raketenwerfer 56
Il 30 cm Raketenwerfer 56 o 30 cm RW 56 era un lanciarazzi multiplo tedesco usato dalla Wehrmacht durante la seconda guerra mondiale. Era un lanciarazzi destinato all'uso di munizioni a caricamento chimico e fumogeni da parte delle Nebeltruppen, la specialità tedesca per la guerra chimica.

## Storia
Il sistema fu prodotto in 694 esemplari, che prestarono servizio dal 1944 al 1945 in tutti i teatri eccetto la Norvegia. I pezzi erano organizzati in batterie di 6 lanciatori, con tre batterie per battaglione. Questi battaglioni erano concentrati in Werfer-Regiments e Werfer-Brigades indipendenti. Queste unità entrarono in azione sul fronte orientale, in Italia, in Francia e Germania nel 1942-1945.

## Tecnica
Il lanciatore del 30 cm RW 56 era un complesso di lancio multiplo a 6 canestri, disposti su due file da tre. Ogni razzo era inserito in un canestro ottagonale di guide metalliche. Il complesso di lancio era incavalcato sull'affusto trainato derivato da quello del cannone anticarro 5 cm PaK 38. Il razzo ad alto esplosivo 30 cm Wurfkörper 42 Spreng, girostabilizzato ed attivato elettricamente, era lo stesso impiegato sul 30 cm Nebelwerfer 42. La voluminosa scia di scarico conteneva detriti e polvere, cosicché i serventi dovevano mettersi al riparo prima del lancio. Inoltre, per evitare il fuoco di controbatteria facilitato dalla stessa scia, i pezzi dovevano essere rapidamente spostati dopo il fuoco. I 6 razzi venivano lanciati uno alla volta a cadenza modulabile e non c'era la possibilità di tiro singolo. I canestri potevano montare delle guide interne per poter tirare i più piccoli 15 cm Wurfgranate 41 del 15 cm Nebelwerfer 41; quando non in uso, le guide venivano legate sopra al lanciatore.